# Chiesa di San Paolo (Birmingham)
San Paolo (in inglese: Saint Paul) è una chiesa anglicana di stile georgiano situata nel Jewellery Quarter di Birmingham, Inghilterra.
La Chiesa, classificata di I Grado, è stata progettata da Roger Eykyn di Wolverhampton. La costruzione iniziò nel 1777 e la chiesa fu consacrata nel 1779. È stata edificata su un terreno donato da parte di Charles Colmore dalla sua tenuta di Newhall. È stata la chiesa dei primi produttori e commercianti di Birmingham come Matthew Boulton e James Watt che avevano lì i loro banchi; questi ultimi sono stati acquistati e venduti come merci in quel momento.
Si tratta di una chiesa rettangolare, simile in apparenza a Chiesa di Saint Martin-in-the-Fields di Londra. La guglia è stata aggiunta nel 1823 da Francis Goodwin. A marzo 2012 è diventata la prima chiesa ad utilizzare i QRpedia sia all'esterno che all'interno di essa.